# Hassania Agadir
O Hassania Union Sport Agadir é um clube de futebol com sede em Agadir, Marrocos, fundado em 1946. A equipe compete no Campeonato Marroquino de Futebol e manda seus jogos oficiais no Grande Estádio de Agadir, que tem capacidade para 45 480 espectadores.

## Títulos oficiais
| NACIONAIS | NACIONAIS  | NACIONAIS | NACIONAIS          |
|           | Competição | Títulos   | Temporadas         |
| --------- | ---------- | --------- | ------------------ |
| Marrocos  | Botola 1   | 2         | 2001–02 e 2002–03. |
| Marrocos  | Botola 2   | 1         | 1971               |

## Campanhas de destaque
- Vice-campeão da Botola 2 (1): 1958
- Vice-campeão da Taça do Trono (3): 1963, 2006 e 2019